# Myioborus
Myioborus és un gènere d'ocells de la família dels parúlids (Parulidae).

## Taxonomia
Segons la Classificació del Congrés Ornitològic Internacional (versió 15.1, 2025) aquest gènere està format per 12 espècies:
- bosquerola alablanca (Myioborus pictus Swainson, 1829)
- bosquerola pissarrosa (Myioborus miniatus Swainson, 1827)
- bosquerola de coroneta castanya (Myioborus brunniceps d'Orbigny & Lafresnaye, 1837)
- bosquerola de coroneta groga (Myioborus flavivertex Salvin, 1887)
- bosquerola frontblanca (Myioborus albifrons Sclater, PL & Salvin, 1871)
- bosquerola frontgroga (Myioborus ornatus Boissonneau, 1840)
- bosquerola d'ulleres (Myioborus melanocephalus Tschudi, 1844)
- bosquerola de collar (Myioborus torquatus Baird, SF, 1865)
- bosquerola de Paria (Myioborus pariae Phelps, WH & Phelps, WH Jr, 1949)
- bosquerola carablanca (Myioborus albifacies Phelps, WH & Phelps, WH Jr, 1946)
- bosquerola de Cardona (Myioborus cardonai Zimmer, JT & Phelps, WH, 1945)
- bosquerola dels tepuis (Myioborus castaneocapilla Cabanis, 1849)